# Christian David Friedrich Palmer
Christian David Friedrich Palmer, född 1811, död 1875, var en tysk protestantisk teolog, en av 1800-talets mest inflytelserika lärare i praktisk teologi och tillika en ansedd predikant.
Palmer blev 1845 e. o. och 1852 ordinarie professor i teologi vid universitetet i Tübingen. För den praktiska teologin hade Palmer stor betydelse. På ett, enligt Edvard Magnus Rodhe, "i många hänseenden lyckligt sätt" förband Palmer teori och praktik. Dock kom i hans skrifter de vetenskapliga synpunkterna något till korta. Homiletikens tyngdpunkt ansåg han ligga i framställningen av det bibliska stoffet. Därjämte framhöll han, härvid följande Schleiermacher, predikans gudstjänstliga karaktär och dess egenskap av personligt vittnesbörd, som genom sanningens inre makt verkar övertygande. Inflytande från Schleiermacher kan också påvisas i hans kateketiska arbeten. Palmer, som hyllade en mild ortodoxi, författade på sin tid synnerligen flitigt använda läroböcker i praktisk teologi (även i svensk översättning "Evangelisk homiletik", 1846, 3:e upplagan 1879; "Evangelisk katechetik", 1848, 3:e upplagan 1872, "Evangelisk pastoraltheologi", i sammandrag, 1862).